# خولیان ماتئوس
خولیان ماتئوس (اسپانیایی: Julián Mateos‎؛ ‏ ۱۵ ژانویهٔ ۱۹۳۸ – ۲۷ دسامبر ۱۹۹۶) بازیگر و تهیه‌کننده فیلم اهل اسپانیا بود.
از فیلم‌ها یا برنامه‌های تلویزیونی که وی در آن نقش داشته‌است، می‌توان به تصویر دیگر، سفر به هیچ‌کجا و همچنین راهزنان اشاره کرد که در دوازدهمین جشنواره بین‌المللی فیلم برلین به‌نمایش درآمد.